# Shekou
Shekou (en chinois : 蛇口 ; pinyin : Shekou, littéralement « la bouche du serpent ») est un sous-district de Nanshan situé à l'extrémité sud de la péninsule de Nantou à Shenzhen, province de Guangdong, en Chine méridionale, sur la Deep Bay, face à Lau Fau Shan (Hong Kong).

## Histoire ancienne
SheKou est le résultat de la fusion, au cours des siècles, de différents petits villages de pêcheurs : ChiWan, SheKou, ShuiWan, DengJiaoTou…
Shekou, comme Nanshan, et Shenzhen, a été concernée par de nombreux événements historiques, particulièrement lors de l'effondrement de la Dynastie Song du Sud (XIIIe siècle), la fin de la dynastie Ming (XVIIe siècle), et les guerres de l'opium (XIXe siècle).
Chiwan (赤湾 ; Chìwān) conserve quelques monuments intéressants :
Tombe du jeune empereur Song (宋少帝陵 ; Sòng Shǎo Dì Líng)
Ce serait celui du dernier empereur de la dynastie Song du Sud (1279), mort dans cette zone au cours de sa fuite devant les Mongols qui avaient pris la capitale dynastique de Hangzhou. À la fin du XIXe siècle, le clan Zhao (surnom de la famille impériale ; en cantonais : Chiu) de Hong Kong a mené des recherches et évoqué le Temple Tin Hau, et les récits sur le thème de l'empereur disparu. Le tombeau, restauré au début du XXe siècle, puis tombé en désuétude, a été redécouvert par un cuisinier militaire pendant la Révolution culturelle, puis abandonné. Le Gouvernement de Shenzhen l'a de nouveau restauré dans les années 1980 : c'est un tombeau chinois normal, de la classe sociale supérieure, objet de dévotions.
Temple de Tin Hau (赤湾天后宫),
C'est l'un grands temples chinois, dédié à Tin Hau, déesse du ciel qui veille sur les marins et les pêcheurs. Fondé au début du XVe siècle par l'amiral eunuque Zheng He, explorateur célèbre, qui, pendant un de ses voyages de découverte, aurait été sauvé du naufrage, ici, lors d'un typhon, par l'intercession de Tin Hau, bien que Zheng He fût musulman. Plusieurs fois restauré, dernièrement, dans les années 1980, après les ravages de la Révolution Culturelle, il représente bien le style de la dynastie des Ming (XIVe - XVIIe siècles).
Fort de Gauche (赤湾左炮台),
Chiwan, bonne place défensive sur la rivière des Perles, a été doté de deux forts : le Fort de Gauche et le Fort de Droite, dotés de douze positions pour armes à feu. Seul celui de Gauche est en état correct de restauration. Sur la montagne de Ying Zui, à environ 160 m au-dessus de la rivière des Perles, avec un bon champ d'action, les deux forts ont pourtant incapables d'impressionner les navires britanniques : ce fut un des premiers désastres de la grande guerre de l'opium. On peut voir également une statue de Lin Zexu, le vice-roi des deux Guang (兩廣總督, c'est-à-dire des deux provinces du Guangdong et du Guangxi), dont la décision d'essayer de détruire le commerce de l'opium a été l'une des causes de la première guerre de l'opium.
Ce qui fut aussi un ancien poste de douane dans le comté de Bao'an fait depuis assez longtemps partie du district de Nanshan (Shenzhen).

## Histoire récente

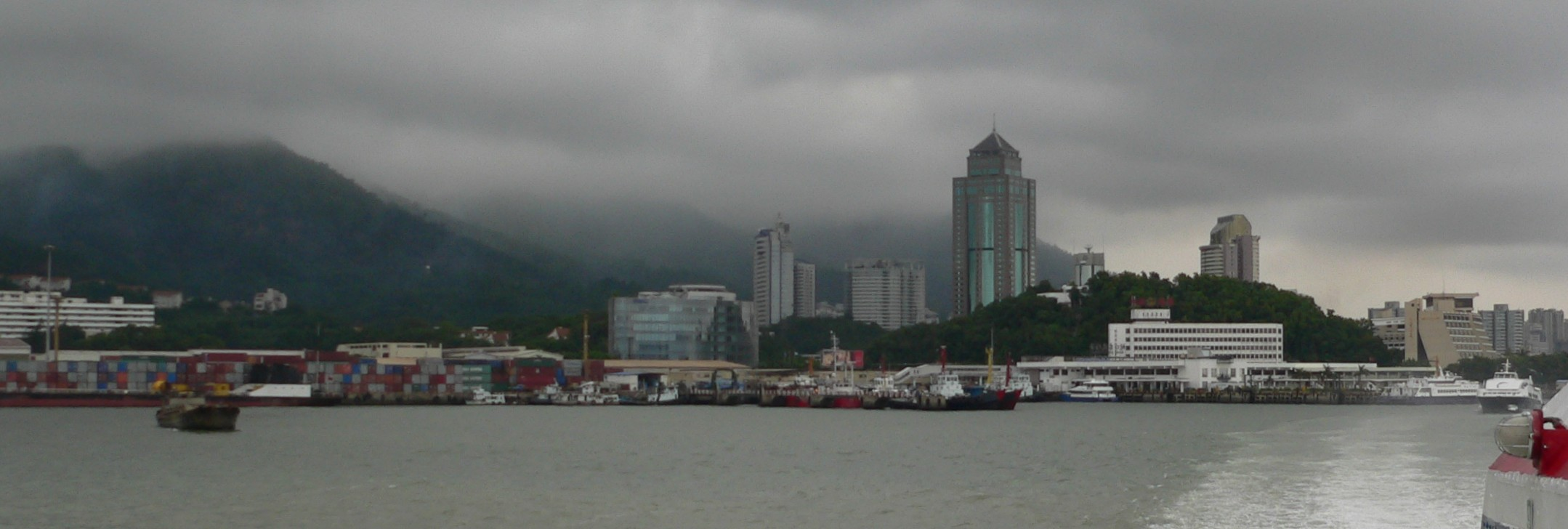
Le port de Shekou en 2007.

Le 31 janvier 1979, Shekou s'est profondément transformée avec la décision de mise en place de la zone industrielle de Shekou, gérée exclusivement par la China Merchants Shekou, avant même la formation de la zone économique spéciale de Shenzhen.
Depuis les années 1980, après que les grandes compagnies pétrolières étrangères comme Agip, Chevron, Texaco, Statoil et Shell ont obtenu des concessions pour l'exploration pétrolière en mer de Chine méridionale, Shekou commence à servir de base pour un petit contingent de travailleurs étrangers des plates-formes pétrolières, le personnel qualifié n'existant pas encore localement. Une conséquence est qu'en restauration, logement, divertissement, et scolarisation, Shekou est devenue progressivement le lieu de résidence et de prédilection, de la majorité de la population expatriée travaillant dans et autour de Shenzhen et une partie de son arrière-pays, dans le delta de la rivière des Perles.
Cette tendance a toutefois diminué après 2003, avec le développement des zones de Nanshan et de Futian et l'amélioration du niveau en anglais des diplômés universitaires.
En 2003, le gouvernement local, cherchant à s'appuyer sur la saveur étrangère de la ville, a investi dans une complète refonte de Sea World, le transformant en une zone de divertissement de type occidental, centré sur le paquebot enterré Minghua (明 华), baptisé Ancerville en 1962 par le président français Charles de Gaulle et acheté par la Chine en 1973.
Dengjiaotou est le point d'arrivée chinois du Hong Kong-Shenzhen Western Corridor.
Une extension de la ligne 2 du métro de Shenzhen, reliant la localité au centre-ville de Shenzhen, via Window of the World, est en fonctionnement depuis fin décembre 2010.
En février 2011, la China Merchants Shekou lance d'importants travaux de rénovation de SeaWorld, toujours autour du Minghua, pour l'intégrer dans ce qui doit devenir le Marine World, une immense concentration commerciale, touristique, et de divertissements, avec différentes grandes enseignes, dont Hilton.
Une première tranche devrait être terminée pour les Universiades d'août 2011, qui ont également motivé la réfection des routes, des rues, des quartiers, des façades, et l'extension des lignes de métro.